# Eino Rahja

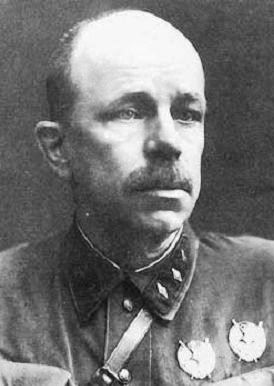
Eino Rahja

Eino Abramovich Rahja (20 de junio de 1885, Kronstadt – 26 de abril de 1936) fue político ruso-finlandés, quién se unió al Partido Obrero Socialdemócrata de Rusia en 1903, que pasará a ser un partido afiliado a la facción bolchevique. Rahja organizó la huida provisional de Lenin hacia Finlandia en el verano de 1917. Durante la guerra civil finlandesa, Rahja fue uno de los dirigente militares más capaces de la Guardia Roja. Después de que la Guardia Roja perdiera la guerra,  huyó a la Rusia Soviética donde pasó el resto de su vida y se convirtió, por ejemplo, en comandante del cuerpo de ejército (komkor) en el Ejército Rojo.
Eino Rahja fue expulsado del Comité Central del Partido Comunista de Finlandia en 1927. A principio de los años veinte era políticamente cercano a Grigori Zinóviev.
Tuvo dos hermanos llamados Jukka Rahja y Jaakko Rahja. Su hermano, Jaakko, fue herido durante el Incidente del Club Kuusinen, el 31 de agosto de 1920, y su hermano Jukka falleció durante ese incidente.